# Леви-Бабович, Товия Симович
То́вия Си́мович Леви́-Бабо́вич (до 1918 г. Леви́; др.-евр.   טוביה בן שמחה לוי בבאװיץ‬ Товия бен Симха Леви Бабович; 1877, Бахчисарай — 1956, Каир) — караимский общественный и религиозный деятель, богослов, исследователь прошлого караимов.

## Биография

Президент Египта Мохаммед Нагиб и будущий президент Египта Гамаль Абдель Насер в Каирской караимской кенасе. Слева Т.C. Леви-Бабович. Нач. 1950-х гг.

Родился 17 декабря 1877 года в Бахчисарае в бедной караимской семье севастопольских мещан Симы Юфудовича и Акбике Юфудовны, урождённой Оксюз, Леви. Учился у известного караимского теолога и учёного Исаака Султанского, а затем в трёхклассном городском училище. По окончании обучения был определён на должность учителя караимской религии в приходских школах в Бахчисарае, а затем в Феодосии, где одновременно был назначен младшим газзаном при старшем газзане Бабаджане Бабаеве. В 1910 году участвовал в Первом национальном караимском съезде в Евпатории, где отстаивал недопустимость браков между кровными родственниками. Известным учеником Леви-Бабовича был караимовед и коллекционер Б. Я. Кокенай. В 1911 году был приглашён на должность старшего газзана в Севастополь. В 1915 году вошёл в организованную на собрании евпаторийской караимской общины Комиссию по оказанию помощи караимам-беженцам из Западных губерний России в связи с началом Первой мировой войны. В 1925 году был лишён избирательных прав, а в 1930 году по распоряжению властей в соответствии с постановлением Президиума ВЦИК был выслан из Севастополя в Симферополь. В 1934 году переехал в Каир, где занял должность «хахам-акбар» караимов Египта, на которой находился до своей смерти в 1956 году.
Издал серию работ, среди которых: «Очерк происхождения караимизма» (Севастополь, 1913), «Три странички из истории караимов» (1926). Товия Леви-Бабович придерживался синтетической теории происхождения караимов. Он резко осуждал караимский светский национализм, считая его следствием низкого уровня традиционного образования и основной причиной исчезновения караимского народа. Товия Леви-Бобович сочинил на древнееврейском и караимском языках несколько элегий и стихотворений.
Т. Леви-Бабович, будучи хахамом караимской общины Египта, пользовался большим уважением в Египте. На его похороны пришли:
- Амир Алай, советник президента Египта Насера,
- Каим Макам, представлявший Министерство внутренних дел Египта,
- Эли Шамон, представлявший Бюро губернатора Каира,
- архиепископ католической церкви Египта Юсуф Тавиль,
- хахам Дувык от раббанитской общины и др.

## Семья
Брат — Иммануил Симович Леви-Бобович (1885—1916), учитель русского языка, истории и географии в Александровском караимском духовном училище, погиб во время Первой мировой войны. Также у Леви-Бабовича были братья Юфуда, Мордехай (Марк), Илья и сестра Анна.
Жена — Мильке Вениаминовна (урождённая Туршу), умерла в ноябре 1922 года от брюшного тифа.
- Сын — Виктор (Вениамин) Титович (Товиевич) Бобович (1919—1943), участник Великой Отечественной войны, красноармеец  876 стрелкового полка 276 стрелковой дивизии, погиб в марте 1943 года при освобождении хутора Беликова, где и похоронен в братской могиле[14][1].

## Награды
- Серебряная медаль с надписью «За усердие» для ношения на груди на Станиславской ленте (1912)[15]

## Память
На севастопольском караимском кладбище Т. С. Леви-Бабовичу установлен кенотаф (караимск. йолджы таш).